# 莫里斯·吉布
莫里斯·歐內斯特·吉布，CBE（英語： Maurice Ernest Gibb，1949年12月22日—2003年1月12日），英國歌手、詞曲作者、多樂器演奏家及唱片監製，出生於英國皇家屬地曼島的首府道格拉斯，雙親都是英國人。他在吉布家族五姐弟排行第四（在1969年，因為羅賓跟巴里和經理人吵架而單飛，姐姐萊斯利成為代唱），是羅賓的雙胞胎弟弟。他與羅賓和大哥巴里·吉布在澳洲組成的合唱團比吉斯聞名世界，是20世紀搖滾樂和迪斯科高峰時間的代表樂團，開創了多種新穎的演唱方式，影響十分深遠，成為史上最成功的其中一支樂隊之一。莫里斯在樂隊中專司樂器演奏和作曲。
2003年初，莫里斯因為腸扭曲病發而在佛羅里達州迈阿密海滩的西奈山醫學中心接受手術，但是手術後狀況不見好轉，發生併發症，不幸於同年1月12日逝世，享壽53歲。他兩個哥哥因此十分悲痛，並且表示因為莫里斯的離去，以後他們也不會再以Bee Gees的名義演出。
2012年，當羅賓離世後，他的女兒 Samantha 成為巴里個人演唱會嘉賓。

## 外部連結
- 吉布兄弟
- 紀念莫里斯·吉布 （页面存档备份，存于）
- Dedicated to Maurice Gibb
- Maurice Gibb Home Page
- Wish you Were Here: Tribute to Maurice Gibb （页面存档备份，存于）